# Alfons Peeters
Alfons Peeters (ur. 21 stycznia 1943 w Beringen, zm. 5 stycznia 2015 w Sint-Truiden) – były belgijski piłkarz występujący podczas kariery na pozycji obrońcy lub pomocnika.

## Kariera klubowa
Piłkarską karierę Alfons Peeters rozpoczął w Beringen FC w 1960. W 1964 wywalczył największy sukces w historii Beringen w postaci wicemistrzostwa Belgii. W latach 1966–1968 występował w ROC Charleroi-Marchienne, skąd przeszedł do Anderlechtu. W latach 1971–1974 był zawodnikiem KAA Gent. Ostatnie trzy lata kariery spędził w trzecioligowym KVV Looi Sport.

## Kariera reprezentacyjna
W reprezentacji Belgii Alfons Peeters występował w latach 1967–1968. W 1970 uczestniczył w mistrzostwach świata w Meksyku, gdzie był zawodnikiem rezerwowym i nie wystąpił w żadnym meczu. Ogółem w reprezentacji Belgii rozegrał 4 spotkania.